# Бетанкур Куартас, Белисарио
Белисарио Бетанкур Куартас (исп. Belisario Betancur Cuartas; 4 февраля 1923, Амага, департамент Антьокия, Колумбия — 8 декабря 2018, Богота, Колумбия) — президент Колумбии с 7 августа 1982 по 7 августа 1986. Член Колумбийской консервативной партии.

## Биография
Родился в семье текстильного рабочего. Учился в семинарии, но был исключён. Окончил Понтификальный боливарианский университет, где изучал право и экономику. В 1945-47 годах был депутатом парламента Антиокии, позднее стал депутатом национального парламента. В 1953-57 был членом Учредительного собрания; из-за несогласия с режимом Рохаса Пинильи был отправлен в тюрьму. Некоторое время был министром труда в период президентства Гильермо Леона Валенсии. В 1970 году выставил свою кандидатуру на президентских выборах как независимый консервативный кандидат и занял третье место с 417 350 (10,9 %) голосов; его опередили Мисаэль Пастрана Борреро и Густаво Рохас Пинилья. В конце 1970-х был послом в Испании. В 1982 году был избран президентом Колумбии, набрав 3 189 587 (46,62 %) голосов против 2 797 786 (40,9 %) у кандидата от либералов Альфонсо Лопеса Микельсена.
Во время президентства Бетанкур начал строительство доступного жилья, открывал университеты и содействовал борьбе с неграмотностью. Были проведены административные, экономические и юридические реформы. Бетанкур также вёл переговоры с многочисленными вооружёнными повстанческими группировками; благодаря его усилиям в августе 1984 года было подписано соглашение о прекращении огня сроком на один год, была создана смешанная комиссия для обсуждения процесса разоружения и примирения, а часть повстанцев встала на путь легальной общественной деятельности и политической борьбы. Однако после того, как в апреле 1984 года наркомафия убила министра юстиции, в мае в Колумбии было введено осадное положение. В ноябре 1985 года боевики «Движения 19 апреля» (возможно, при попустительстве Пабло Эскобара) захватили и удерживали Дворец правосудия в Боготе, нарушив перемирие.
Также отказался от планов проведения чемпионата мира по футболу в 1986 году, сославшись на отсутствие финансирования.